# Ex chiesa di San Nicola
La ex chiesa di San Nicola è un edificio situato nel centro storico di Gaeta, in provincia di Latina, già luogo di culto cattolico; i suoi resti si trovano alla sommità della salita degli Albito, a monte della chiesa di Santa Maria della Sorresca e nei pressi dell'ex chiesa di San Giovanni della Porta.
In passato è stata erroneamente detta di San Nicola (o Niccola) martire per distinguerla dall'altra chiesa dedicata a san Nicola di Bari, cappella gentilizia della famiglia Oliva situata nei pressi della chiesa di San Giovanni a Mare.

## Storia
La chiesa di San Nicola viene citata per la prima volta in un documento del settembre 958 relativo all'acquisto di una terra da parte di Leone, presbitero che officiava la chiesa; viene menzionata nuovamente nel 1128, nel 1321 e nel 1341.
Nel XIII secolo venne probabilmente edificata la torre campanaria e nel secolo successivo l'intero edificio fu oggetto di un radicale intervento di restauro in forme gotiche. Tra il XVII e il XVIII secolo l'interno venne arricchito con elementi decorativi barocchi in stucco.
Sulla chiesa insisteva l'omonima parrocchia, presente già nel X secolo, che nel 1459 comprendeva 32 fuochi e nel 1764 appena 102 unità; ad essa si affiancò una cappellania fondata da Giovanna d'Albito nel 1692. Con la sconsacrazione della chiesa (1809), entrambe vennero soppresse e il territorio della parrocchia passò a quella della cattedrale dei Santi Erasmo e Marciano e di Santa Maria Assunta.
L'edificio, divenuto di proprietà di Pietro Magnani, con la cui abitazione era confinante la chiesa, cadde in uno stato di abbandono e rovina; il campanile, le cui arcate furono tamponate, venne riconvertito a scopi residenziali. Venne fortemente danneggiata dai bombardamenti della notte tra l'8 e il 9 settembre 1943, che causarono tra le altre cose il crollo di gran parte della volta, e da allora non più ripristinata; è adibita attualmente a giardino privato.

## Descrizione

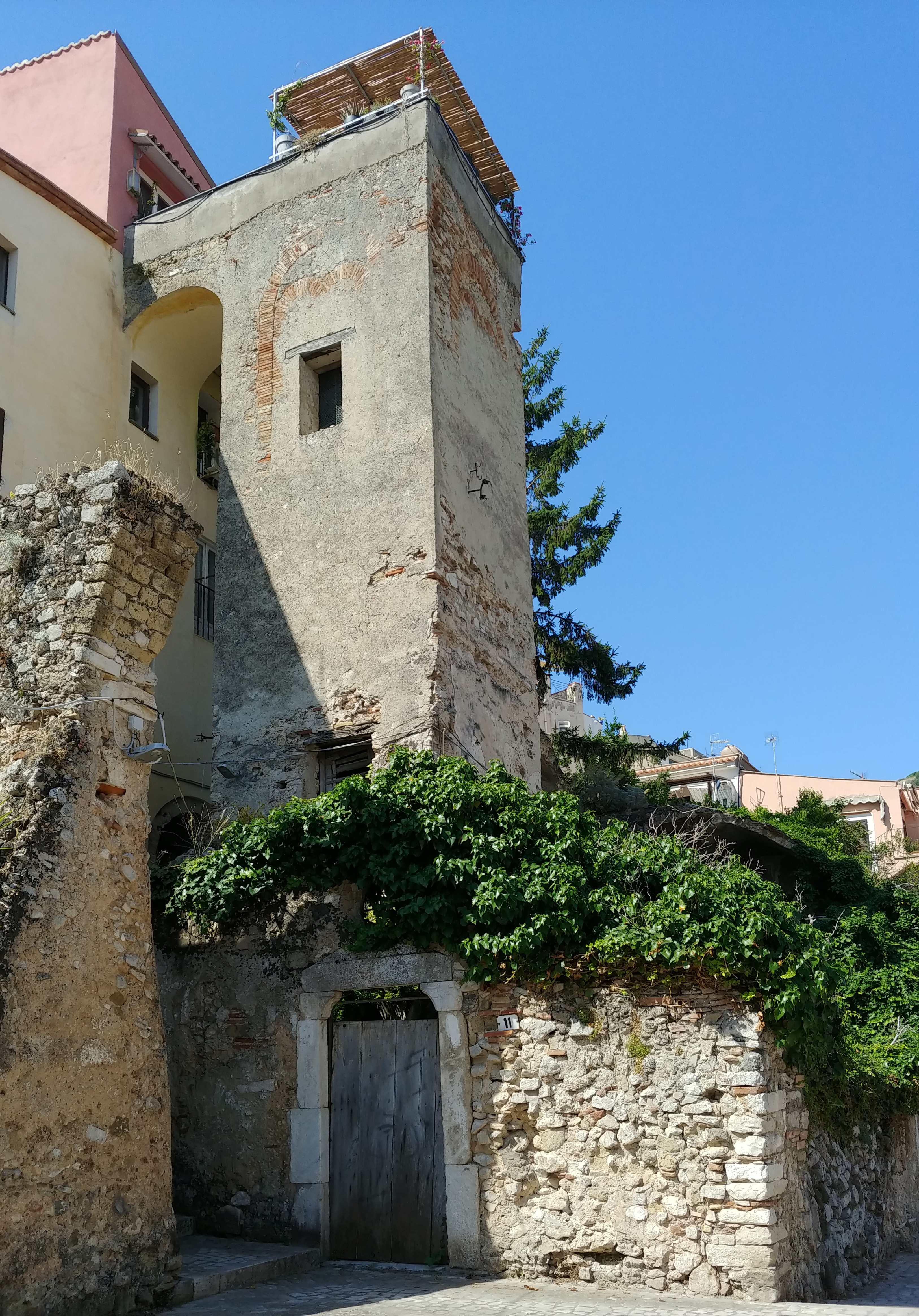
La facciata e il campanile

La ex chiesa di San Nicola è orientata lungo l'asse est-ovest; l'area su cui sorge è delimitata ad oriente (dove è la facciata) dal tratto terminale della salita degli Albito, a settentrione dal proseguimento della stessa verso piazza Commestibili (che ha il nome di salita San Nicola) e sugli altri due lati da abitazioni private.
La struttura della chiesa, la cui conformazione attuale risale ai rifacimenti del XIV secolo, è quella tipica dei luoghi di culto secondari di Gaeta di epoca medioevale, riscontrabile ad esempio nella vicina ex chiesa di San Giovanni della Porta, con breve navata di due campate preceduta da avancorpo (rispetto ad altri casi risulta però assente l'abside).
Le pareti esterne sono caratterizzate dal paramento murario in pietre irregolari a vista. Della facciata non è più presente il coronamento; in essa si apre il portale gotico, il cui architrave è sorretto da due mensole decorate con semplici modanature che ne ricalcano l'andamento curvilineo, sormontato da un oculo circolare. Alla sinistra dell'avancorpo si eleva l'antica torre campanaria a pianta quadrangolare, risalente al XIII secolo e inglobata all'interno di abitazioni private in seguito alla sconsacrazione della chiesa; essa si innesta direttamente all'interno della chiesa, occupando interamente la prima metà dell'area sinistra della prima campata dell'abside. Alla sommità della torre, collegata al retrostante edificio tramite un alto arco che scavalca un vicolo, sono visibili le tracce delle bifore della cella campanaria, una per ciascun lato, con ghiere in mattoni. Lungo la fiancata destra si apriva un secondo ingresso, successivamente murato ed attualmente adibito a edicola votiva mariana; esso è caratterizzato da un arco a tutto sesto in mattoni rossi poggiante su due semicolonne marmoree e dalla moderna immagine in mosaico della Madonna della Civita.

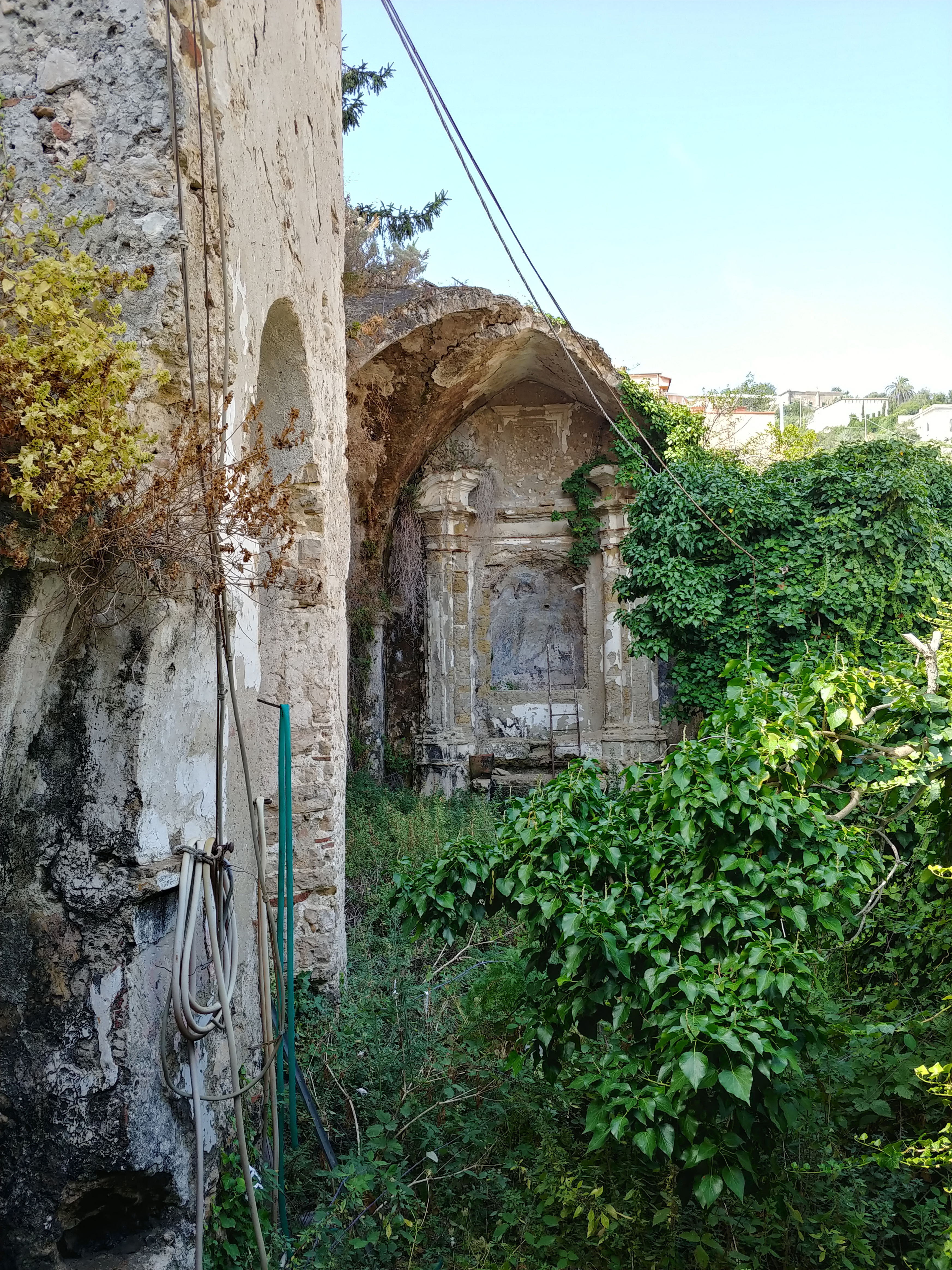
L'interno

L'interno, seppur in rovinoso stato di degrado, presenta ancora in loco le decorazioni barocche dei secoli XVII e XVIII realizzate in stucco o scagliola, analoghe a quelle di altre chiese gaetane (come quelle di San Giovanni a Mare e di Santa Lucia) rimosse nei restauri della prima metà del XX secolo, quali cornici, lesene e altari.
La navata si compone di due campate, ciascuna delle quali è coperta da una volta a crociera ogivale, risalenti al XIV secolo; quella della prima campata è in gran parte crollata, quella della seconda è meglio conservata. L'aula era preceduta da un avancorpo con cantoria attualmente non più presente, della quale rimangono sulla parete orientale del campanile l'innesto della volta a crociera sulla quale insisteva e la porta d'accesso. Lungo la navata sono ancora visibili i due altari barocchi in scagliola con inserti marmorei, ciascuno dei quali è sormontato da un'ancona dello stesso materiale; in particolare quella dell'altare maggiore (posto a ridosso della parete di fondo della navata) presenta un timpano spezzato sorretto da lesene ed è sormontata da una cornice quadrangolare. L'altare laterale, situato lungo la parete di sinistra della prima campata, era dedicato alla Madonna del Rosario ed era posto sotto il patronato della famiglia Velasquez. Fino alla metà del XX secolo erano visibili nella chiesa alcune tracce di affreschi.